# 東大和市立第一小学校
東大和市立第一小学校(ひがしやまとしりつ だいいちしょうがっこう)は、東京都東大和市にある公立小学校。

## 教育目標
- よく考える子ども
- 思いやりのある子ども
- たくましい子ども

## 沿革
1923年3月15日、大和村立第一・第二・第三村山尋常高等小学校を合併し、大和村立村山尋常高等小学校として開校する。1926年9月、大和尋常高等小学校に校名を変更。
1941年には、国民学校令の施行により大和国民学校に校名を変更する。
太平洋戦争終戦後の1947年、新たな学校教育法により6・3制へと移行したことで高等科は大和中学校に分離し、大和村立大和小学校に校名変更。
1953年5月1日、南街に南街分校が開校する。
1954年4月、大和村の町制施行により、大和町立大和小学校に校名変更。
1956年5月、南街分校が独立し、大和町立第二小学校（現・東大和市立第二小学校）となる。これに伴い大和町立第一小学校に校名を変更。
1958年、心身障害児学級「すぎのこ学級」を設置。（1994年に閉鎖。）
1967年、学校給食が開始。
1970年10月11日、大和町の市制施行により、東大和市立第一小学校に校名を変更。
2023年、開校100周年を迎える。

## 通学区域
2016年(平成28年)現在の本校の校区は以下の通りである。
住所別通学区域
| 多摩湖一丁目 | 多摩湖二・四・五丁目 | 狭山一丁目        | 狭山二丁目                             | 湖畔一丁目 - 三丁目 | 奈良橋一丁目      | 奈良橋二・三・五丁目 | 奈良橋四・六丁目 | 高木一丁目        | 高木二丁目        | 高木三丁目                         |
| ------------ | -------------------- | ----------------- | -------------------------------------- | ------------------- | ----------------- | -------------------- | ---------------- | ----------------- | ----------------- | ---------------------------------- |
| 全域         | 一部                 | 市道第245号線以西 | 市道第245号線以西かつ市道第246号線以北 | 全域                | 市道第569号線以東 | 全域                 | 市道第9号線以東  | 市道第381号線以西 | 市道第369号線以西 | 市道第5号線および市道第369号線以西 |

## 主な卒業生
・杉本麻衣佳 - ファッションモデル (2001年度 第74回卒業生)

## 交通
- 多摩都市モノレール線上北台駅から徒歩15分
- ちょこバス「奈良橋市民センター」から徒歩3分
- 西武バス・都営バス「奈良橋」から徒歩1分